# ヤマブキベラ
ヤマブキベラ (T. lutescens) は、ベラ科に属する海水魚である。雌の体色が山吹色であるため、この和名になった。

## 分布
日本国内では、伊豆諸島、硫黄島や南硫黄島などの小笠原諸島および沖ノ鳥島、千葉県館山湾から九州南岸にかけての太平洋沿岸、福岡県津屋崎、男女群島、屋久島、琉球列島、南大東島、尖閣諸島に分布する。
国外では、台湾、東沙諸島、南沙諸島のほか、インド洋、太平洋に分布する。

## 形態
全長は20センチメートル程度。成魚は臀鰭および背鰭基部や尾鰭側面縁に山吹色から赤色の縦帯がある。体側には橙色の横筋が並ぶ。
成魚の雌は体側が一様に黄緑色で、頭部は山吹色から赤色の隈取り模様がある。コガネキュウセンに似るが、背鰭に黒斑がないことから識別できる。
成魚の雄は体側が一様に青色から緑色で後方は緑色から黄色、頭部は赤色から紫色の隈取り模様がある。胸鰭先端は紺色。
幼魚は眼の後方から黒い縦帯が伸び、その縦帯より下部は白色で、1本の褐色の縦帯がある。縦帯の上部は褐色。尾鰭基部には黒点がある。幼魚は他の多くのベラに混泳し、ヤンセンニシキベラやハコベラと混同しやすいが、背鰭に模様や黒斑がなく、黒い縦帯は体側中央に1本だけであることから識別できる。八丈島では背面が茶色い個体が多いが、石垣島では背面の黄緑色の個体も多くみられる。

## 生態
浅いサンゴ礁の礁斜面や水路、岩礁で見られる。肉食性で底生動物を食べる。雄と雌のペア産卵や、雌と一時雄のグループ産卵が知られている。例として、八丈島では根の上の中層で雄が胸鰭を激しく羽ばたかせるようにしながら、集まった雌たちに求愛する様子が見られる。